# Kreis Tiszafüred
Tiszafüred (ungarisch Tiszafüredi járás) ist ein Kreis im Nordosten des zentralungarischen Komitats Jász-Nagykun-Szolnok. Er grenzt im Südwesten an den Kreis Kunhegyes und im Süden an den Kreis Karcag. Im Nordwesten bildet das Komitat Heves die Grenze, im Osten das Komitat Hajdú-Bihar und im Norden in einem kleinen Stück (~ 8 km) das Komitat Borsod-Abaúj-Zemplén.

## Geschichte
Der Kreis ging im Zuge der ungarischen Verwaltungsreform Anfang 2013 als Nachfolger des gleichnamigen Kleingebiets (ungarisch Tiszafüredi kistérség) mit 7 der 13 Gemeinden hervor. Die anderen 6 Gemeinden wechselten in den neugeschaffenen Kreis Kunhegyes im Süden.

## Gemeindeübersicht
Der Kreis Tiszafüred hat eine durchschnittliche Gemeindegröße von 2.738 Einwohnern auf einer Fläche von 59,58 Quadratkilometern. Die Bevölkerungsdichte des bevölkerungsärmsten Kreises ist die drittniedrigste im Komitat. Der Verwaltungssitz befindet sich in der einzigen Stadt, Tiszafüred, im Norden des Kreises gelegen.
| Gemeinde         | Status   | Herkunft Kleingebiet | Einwohnerzahl | Einwohnerzahl | Einwohnerzahl | Fläche (km²) | Bevölkerungs- dichte (Ew./km²) |
| Gemeinde         | Status   | Herkunft Kleingebiet | 01.10.2011    | 01.01.2013    | 01.01.2016    | 01.01.2016   | Bevölkerungs- dichte (Ew./km²) |
| ---------------- | -------- | -------------------- | ------------- | ------------- | ------------- | ------------ | ------------------------------ |
| Nagyiván         | Gemeinde | Tiszafüred           | 1.214         | 1.219         | 1.180         | 43,16        | 27,3                           |
| Tiszaderzs       | Gemeinde | Tiszafüred           | 1.076         | 1.099         | 1.041         | 27,19        | 38,3                           |
| Tiszafüred       | Stadt    | Tiszafüred           | 11.382        | 11.616        | 11.091        | 162,19       | 68,4                           |
| Tiszaigar        | Gemeinde | Tiszafüred           | 833           | 843           | 825           | 34,04        | 24,2                           |
| Tiszaörs         | Gemeinde | Tiszafüred           | 1.345         | 1.387         | 1.349         | 37,10        | 36,4                           |
| Tiszaszentimre   | Gemeinde | Tiszafüred           | 2.169         | 2.183         | 2.050         | 65,61        | 31,2                           |
| Tiszaszőlős      | Gemeinde | Tiszafüred           | 1.540         | 1.548         | 1.629         | 47,79        | 34,1                           |
| Kreis Tiszafüred |          |                      | 19.559        | 19.895        | 19.165        | 417,08       | 46,0                           |